# Andriej Ado
Andriej Dmitrijewicz Ado (ros. Андрей Дмитриевич Адо; ur. 30 grudnia 1908?/12 stycznia 1909 w Kazaniu, zm. 29 października 1997 w Moskwie) – radziecki lekarz patofizjolog, immunolog i biolog, doktor nauk medycznych, profesor, członek rzeczywisty Akademii Nauk Medycznych ZSRR, uhonorowany tytułem „Zasłużony Działacz Nauki RFSRR”. Był członkiem KPZR z 1943 roku oraz deputowanym do Rady Najwyższej RFSRR w 1947 i 1951.

## Prace
- Патологическая физиология /Под ред. А. Д. Адо и Л. М. Ишимовой. — 2-е изд., перераб. и доп. — М.: Медицина, 1980, 520 с., ил.